# St. Petri (Gatterstädt)

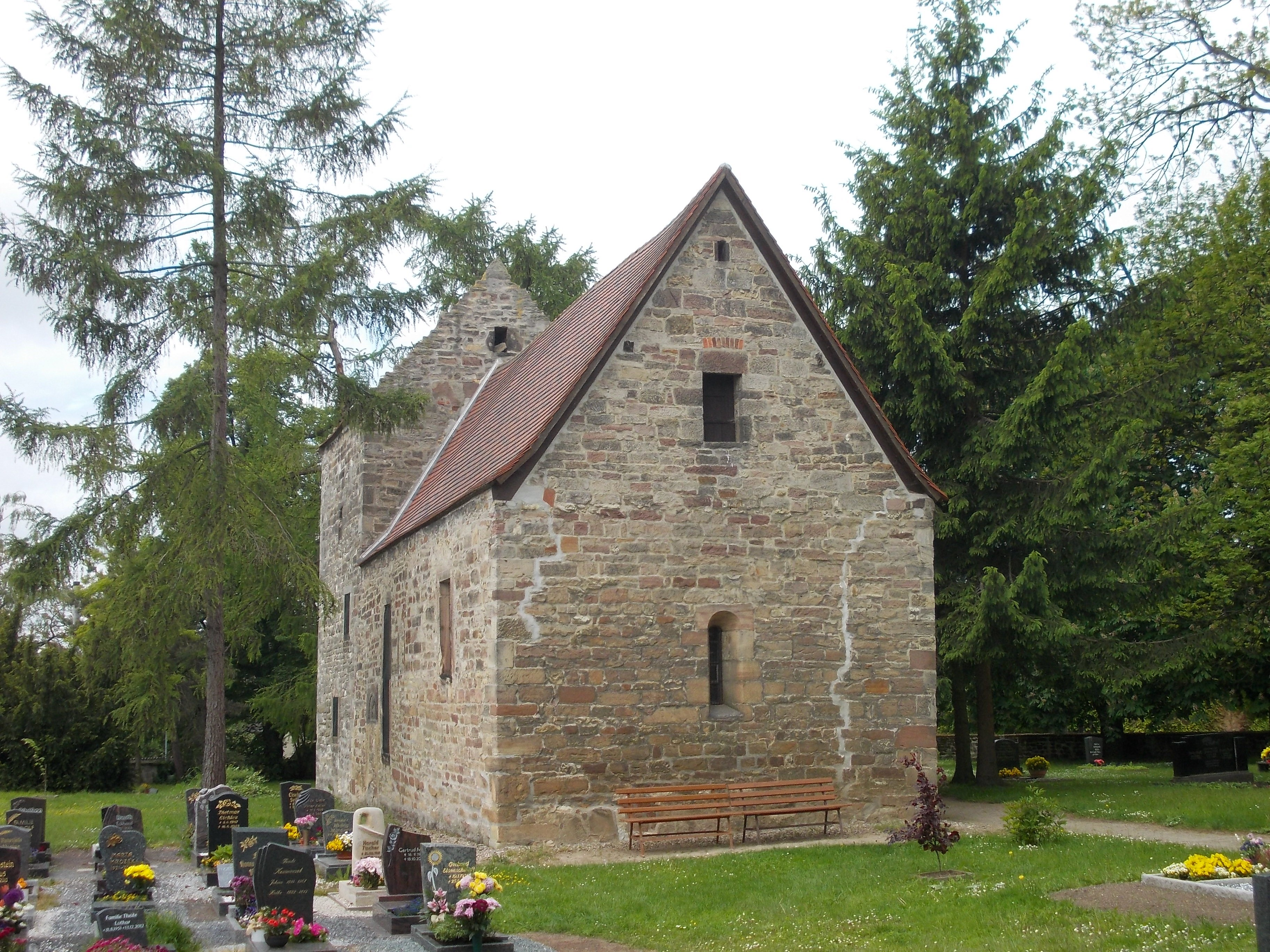
St. Petri auf dem Friedhofsgelände von Gatterstädt

Bei dem Bauwerk St. Petri, auch Klauskirche genannt, handelt es sich um eine unter Denkmalschutz stehende Kirche in der Ortschaft Gatterstädt, einem Ortsteil der Stadt Querfurt im Saalekreis in Sachsen-Anhalt. Im örtlichen Denkmalverzeichnis ist sie unter der Erfassungsnummer 094 20943 als Baudenkmal verzeichnet.

## Lage
Die Kirche mit der Adresse Friedhofsgasse steht im östlichen Teil von Gatterstädt.

## Geschichte
Die Kirche des Dorfes stammt aus der Zeit der Romanik und wird aufgrund von typischen Baudetails auf das 12. Jahrhundert datiert. Der ursprüngliche Kirchenbau verfügte über keinen Kirchturm. Dieser wurde erst später im Westen an das Gebäude angebaut und stammt ebenfalls aus dem Hochmittelalter, wodurch ein romanischer Gesamteindruck der Kirche erhalten geblieben ist.
Woher die Bezeichnung Klauskirche stammt, ist nicht genau geklärt. Klausen waren in der Regel abgeschiedene Plätze. Die Fernstraße Klausenstraße führt nicht all zuweit entfernt vorbei, wodurch eine Namensableitung eventuell entstand.

## Beschreibung
Aus der Bauepoche der Romanik sind die Schallöffnungen am Westquerturm, die Ostfenster, ein Tympanon erhalten geblieben. Die Nordseite der Kirche ist fensterlos und an der Südseite des Kirchenschiffes sind noch die Fensteröffnungen erkennbar, welche aber zugemauert wurden.
Das Gelände um die Kirche wird noch immer als Friedhof des Ortes genutzt.

### Portal
Der Sturz des ehemaligen Portals besteht aus Sandstein. Das Portal befand sich in der Südwand des Kirchenschiffes. In der Höhe von 175 cm ist auf den Posten des Portals ein Steinquader mit einem reliefierten Bogenfeld aufgesetzt. In der linken oberen Ecke des Steinquaders befindet sich eine Sonnenuhr, deren Inschrift kaum noch identifizierbar ist. Darunter befindet sich ein Gebet. Auf der rechten Seite ist ein Kruzifix mit einem reliefierten Korpus erkennbar. Entlang des Kreuzstammes ist auf beiden Seiten eine abgekürzte Namensinschrift erhalten.
Der erhaltene Doppelbogen des ehemaligen Portals erinnert an das Portal der romanischen Kirche  St. Nikolai in Obhausen. Die eingearbeitete Kreuzigung im Außenbereich des Doppelbogens stammt wahrscheinlich aus der zweiten Hälfte des 15. Jahrhunderts. Zentral im Bogen ist ein Kelch dargestellt, auf den eine Hand weist, welche aus einem mit Edelsteinen geschmückten Gewand ragt. Die genaue Bedeutung dieses Bildnisses ist nicht mehr bekannt.
Die Inschrift des Tympanons wurde vermutlich nachträglich ergänzt und ist eher gotischer Natur. Sie stammt aus dem 15. Jahrhundert, aber die noch erkennbare Zahl lautet 1205. Daher wird davon ausgegangen, dass es sich um zwei verschiedene Inschriften handelt.